# Monument voor gevallen KNVB-bondsleden

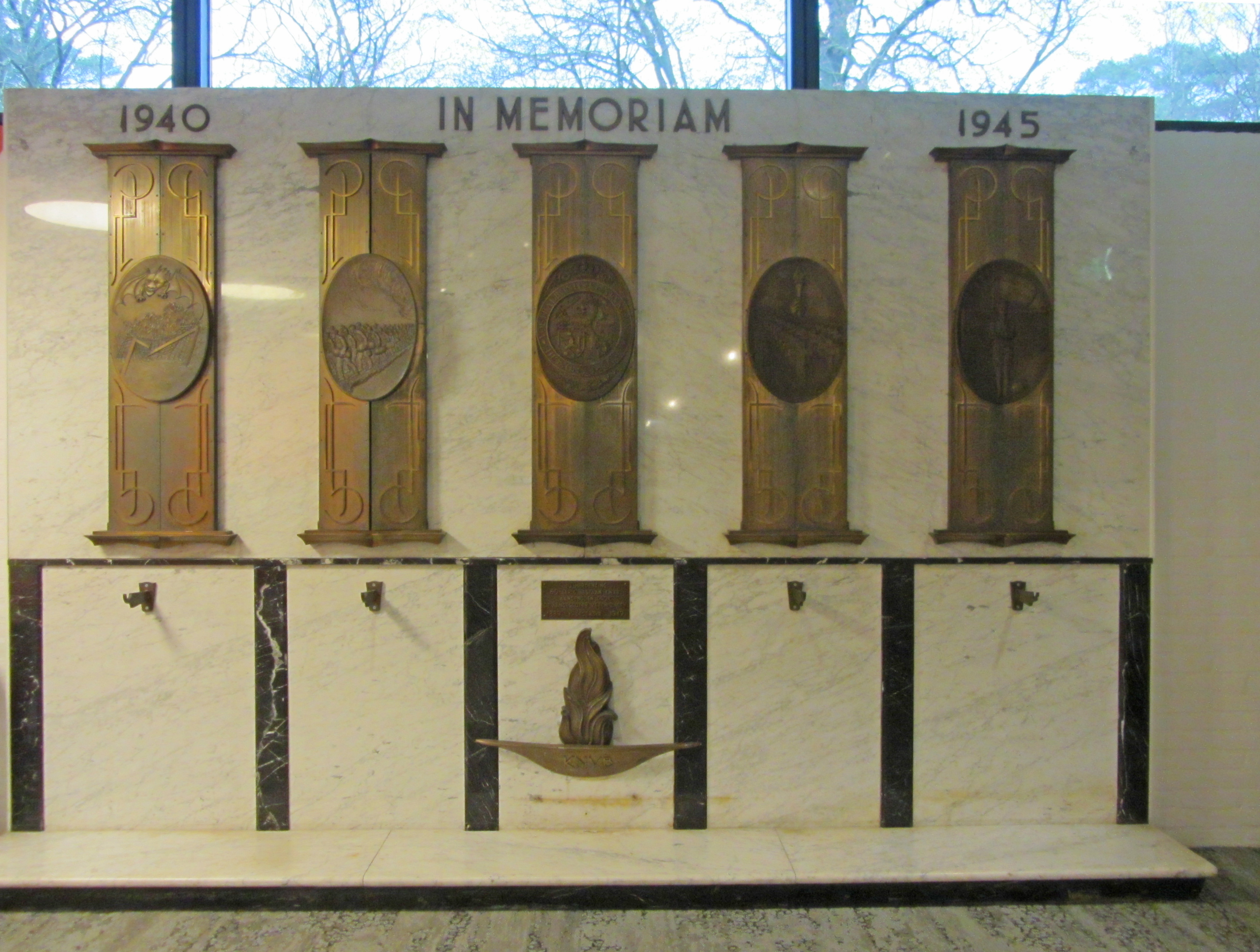
Het monument in 2024

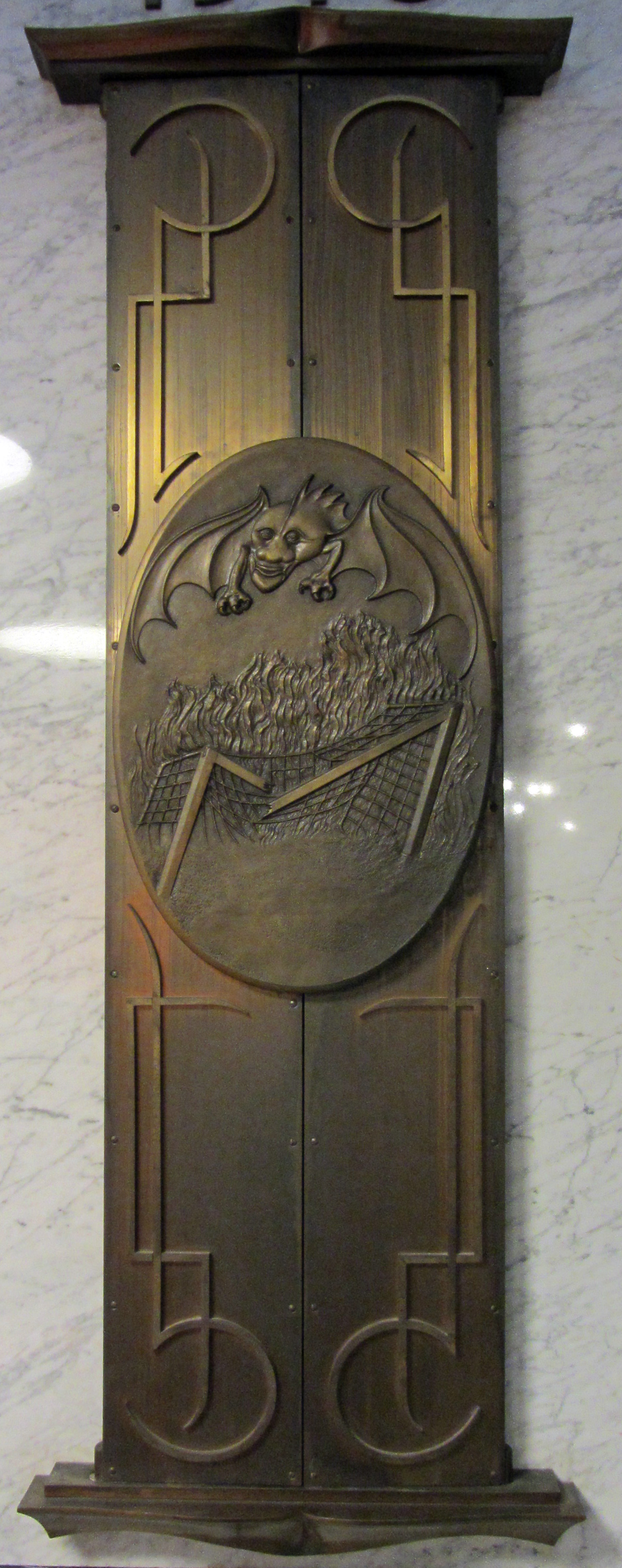
Een van de kasten op het monument

Onthulling van het monument in 1949

Monument voor gevallen KNVB-bondsleden, eert de 2.212 in de Tweede Wereldoorlog gestorven KNVB-leden.
Het gedenkteken werd aangeboden door de bij de KNVB aangesloten verenigingen. Het werd onthuld in 1949 door erevoorzitter Pim Mulier. De Koninklijke Nederlandse Voetbalbond, opgericht in 1889, bestond toen 60 jaar. De onthulling vond samen met de familieleden van de omgekomen leden plaats in het Koninklijk Concertgebouw in Amsterdam. Het metershoge monument werd opgesteld in het KNVB-bondsbureau in Den Haag, waar vanaf 1950 ieder jaar op 4 mei de omgekomen leden werden herdacht. In 1974 verhuisde de bond naar Zeist, waar hij een nieuw bondsgebouw realiseerde op het voormalig landgoed Djimat aan de Woudenbergseweg. Omdat er in het nieuwe bondsbureau geen plek was voor het gedenkteken, werd het monument in de sporthal geplaatst. De eerste jaren vonden daar in mei nog kransleggingen plaats. Daarna raakte deze ceremonie in onbruik en verdween het monument zelfs achter een gordijn. Na de bouw van de KNVB-campus verhuisde het kunstwerk naar het Open Voetbal Innovatiecentrum en werd het goed zichtbaar voor iedere bezoeker.

## Het monument
- Het gedenkteken in brons en marmer is ongeveer 2 meter hoog en 3 meter breed.
- Aan de bovenrand staat de tekst: 1940 - in Memoriam - 1945
- Aan de onderrand een plaquette en het eeuwige vuur in brons op een schaal met de letters KNVB. Tekst op de plaquette: Bij herdenking 60 - jarig bestaan K.N.V.B. Aangeboden door de aangesloten verenigingen. 1889 december 1949. Oorspronkelijk hing het eeuwige vuur aan de bovenkant van het monument.
- Het oorlogsmonument is opgebouwd uit vijf bronzen kasten waarbinnen alle 2.212 namen van de omgekomen leden zijn gegoten.
- Iedere kast heeft een deur met een thema:
- Op deur één staat het oorlogsmonster afgebeeld dat de doelpalen vernietigt, ter illustratie van het verbod van de bezetter op het spelen van voetbal.
- Deur twee toont 'het wegvoeren van de voetballers, om in zware gevangenschap onder martelingen en wreedheden het leven te laten'.
- Deur drie toont het embleem van de jubilerende KNVB.
- Deur vier toont een dodenakker met op de achtergrond het eeuwige vuur, symbool van de vele kerkhoven.
- Deur vijf toont een symbool van de bevrijding, 'de herrijzenis der zelfstandigheid van het Vaderland'.

Het monument is ontworpen door N.V. Bosma & Florack.

## Voetbalmonument
Om meer te weten te komen over de personen achter de namen op het monument heeft sporthistoricus Jurryt van de Vooren zich verdiept in de achtergrond van deze namen. Door hem wordt het gedenkteken niet alleen gezien als een monument, maar ook als een belangrijke historische bron. Het monument bevat namelijk de grootste namenlijst van omgekomen sporters in oorlogstijd in Nederland. In het tijdschrift ‘De Sportkroniek’ van de KNVB uit 1949 werden behalve de namen ook de clubs en woonplaatsen van de leden vermeld. Van de Voorens onderzoek heeft een hoger aantal omgekomen leden weten te achterhalen dan op het monument staat vermeld.